# Lina Cavalieri
Lina Cavalieri, nome artístico de Natalina Cavalieri (Rieti, 25 de dezembro de 1874 – Florença, 7 de fevereiro de 1944) foi uma soprano, solista e atriz de ópera italiana, da belle epoque. Foi uma das celebridades mais fotografadas da época.

## Biografia
Lina nasceu no dia de Natal em Rieti, na província de mesmo nome, em 1874. Perdeu os pais aos 15 anos de idade e ficou sob a guarda do estado, em um orfanato católico. A vida rígida das freiras a deixava infeliz, e a na primeira oportunidade, ela fugiu para viajar com um grupo de teatro.
Ainda muito nova, chegou a Paris, onde sua beleza imediatamente lhe abriu portas. Assim ela conseguiu um trabalho de cantor em vários cafés da cidade. De lá se apresentou em várias casas de concertos em vários lugares da França e da Europa. Ainda desenvolvia sua voz e afinação e assim teve aulas de vocalização. Sua primeira ópera foi em Lisboa, Portugal, em 1900, como Nedda, em Pagliacci. O príncipe russo, Aleksandr Baryatinsky, ficou apaixonado por Lina, mas sua família e o czar Nicolau II não permitiriam que eles se casassem.

## Nova Iorque
Em 1904, ela cantou na Opéra de Monte-Carlo e em 1905, estreou no Sarah Bernhardt Theatre, em Paris, na ópera Fedora, ao lado de Enrico Caruso. Dali, ela e Caruso foram para a cidade de Nova Iorque, estreando no Metropolitan Opera em 5 de dezembro de 1906. Lina ficou no Metropolitan por duas temporadas, cantando ao lado de Caruso mais uma vez em 1907 em Manon Lescaut, de Giacomo Puccini. Foi uma das mais fotografadas celebridades de sua época, normalmente descrita como a mulher mais bela do mundo.
Durante a temporada de 1909 e 1910, ela cantou com Oscar Hammerstein I na Manhattan Opera Company. Seu primeiro casamento terminou e e ela começou um relacionamento com Robert Winthrop Chanler (1872–1930). Eles se casaram em 18 de junho de 1910, mas se separaram antes mesmo do final da lua de mel e o divórcio foi finalizado em 1912.

## Retorno à Europa
Após o divórcio, Lina retornou à Europa, onde se tornou uma celebridade em uma São Petersburgo pré-revolucionária e na Ucrânia. Atuou em diversas óperas famosas na época, como La bohème, La traviata, Fausto, Manon, Andrea Chénier e Thaïs. Cantou ao lado de vários cantores famosos, como Giuseppe Anselmi, Mary Garden, Mattia Battistini, Titta Ruffo, Feodor Chaliapin, Nikolay Figner, Antonio Scotti, Vanni Marcoux, Giovanni Zenatello, Tito Schipa e Lucien Muratore, com quem se casou em 1913.
Depois de se aposentar dos palcos, Lina abriu um salão de beleza em Paris. Em 1914 seu salão era famoso e muito frequentado pela elite parisiense. Em 1915, voltou à Itália para fazer filmes. Quando o país se viu envolvido na Primeira Guerra Mundial, ela voltou para os Estados Unidos onde participou de quatro filmes mudos. Os últimos três foram feitos com seu amigo, o diretor belga, Edward José, mas todos os seus filmes hoje estão perdidos. Em 1926 desenvolveu uma série de produtos de beleza e lançou seu próprio perfume, "Mona Lina", supostamente inspirado na Mona Lisa de Leonardo da Vinci.
Depois de se casar com seu quarto marido, Paolo d’Arvanni, ela voltou a viver na Itália. Quando a Segunda Guerra Mundial eclodiu, Lina se voluntariou para trabalhar como enfermeira.

## Morte

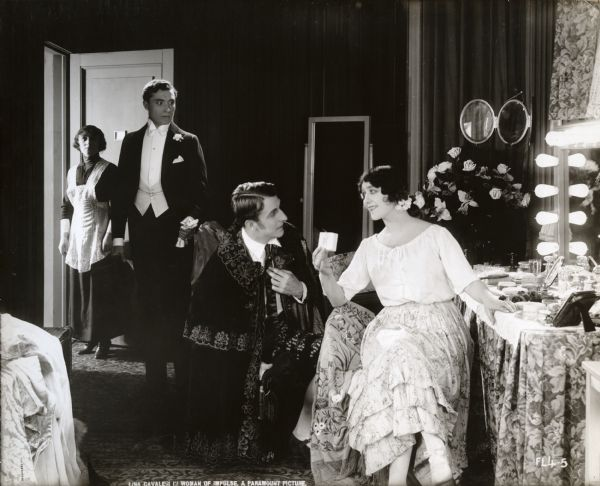
No filme mudo A Woman of Impulse, Lina Cavalieri recebe Raymond Bloomer e Robert Cain.

Lina morreu em 7 de fevereiro de 1944, aos 69 anos, quando um bombardeio das Forças Aliadas destruiu sua casa em Florença. Ela estava sob guarda da polícia italiana porque seu marido era estrangeiro. Sabendo da iminência de um bombardeio, o casal correu com seus empregados para um abrigo antiaéreo, mas o casal ficou para trás enquanto colhia bens de valor na casa. Lina e o marido morreram enquanto corriam para o abrigo.

## Legado
Em 1955, Gina Lollobrigida interpretou Lina no filme Beautiful But Dangerous (também conhecido como The World's Most Beautiful Woman). Em 2004, um livro foi publicado por Paul Fryer e Olga Usova, chamado Lina Cavalieri: The Life of Opera’s Greatest Beauty, 1874—1944.

## Filmografia
- The Two Brides (1919)
- A Woman of Impulse (1918)
- Love's Conquest (1918)
- The Eternal Temptress (1917)
- La Rosa di Granada (1916)
- La Sposa della morte (1915)
- Manon Lescaut (1914)